# 許定平
許定平，中華人民共和國政治丶軍事人物，武警少將。

## 生平
歷任中共十九大代表丶武警浙江总队政委、武警8694部队政委、武警8690部队政治部主任、武警8620部队政委、武警政治工作部副主任等職務。